# Old Holborn
Old Holborn è una marca di tabacco trinciato per sigarette prodotta dalla Richard Lloyd & Sons (una filiale del gruppo Gallaher).

## Varietà
È disponibile in tre varietà: una di tabacco dark virginia, con confezione blu, una, più leggera, con la confezione gialla, infine la confezione bianca con la dicitura blonde, più leggera dei precedenti. Tutte le varietà sono commercializzate in Italia in confezioni del peso netto di 30g.. Sono tabacchi sottoposti a macerazione e quindi fermentazione, questo denota l'umidità naturale appena aperta la busta, nonché un odore molto particolare che potrebbe ricordare l'uva o il vino.

## Popolarità
L'Old Holborn Blu è il "dark tobacco" più popolare in Inghilterra. In Grecia l'Old Holborn Giallo è il tabacco più venduto. Al principio del XXI secolo la popolarità dell'Old Holborn negli altri mercati europei è cresciuta sensibilmente. Il blonde è stato messo in commercio dal 2011.